# سیارک ۲۶۴۲۵
سیارک ۲۶۴۲۵ (به انگلیسی: 26425 Linchichieh، نامگذاری:1999XR156)۲۶۴۲۵مین سیارک کشف شده‌است که در ۰۸ دسامبر ۱۹۹۹ کشف شد.